# József Verbényi
József Verbényi (Rákosszentmihály, 2 giugno 1924 – Budapest, 2 dicembre 2014) è stato un cestista ungherese.

## Carriera
Con l'Ungheria ha disputato i Giochi olimpici di Londra 1948.